# Tarzan i la seva companya
Tarzan i la seva companya (títol original en anglès: Tarzan and His Mate) és una pel·lícula estatunidenca dirigida per Cedric Gibbons i Jack Conway, estrenada el 1934. Va ser doblada al català.

## Argument
La pel·lícula comença amb Tarzan i Jane Parker vivint a la Jungla. Harry Holt, amb el seu soci Martin Arlington, es troba amb ells quan vol agafar ivori d'un cementiri d'elefants. Holt intenta convèncer Jane, que era amb ell al seu primer viatge a la jungla, de retornar amb ell amb els seus regals de la civilització incloent-hi roba i gadgets moderns però els contesta i diu que es quedarà amb Tarzan.
Més tard, quan Tarzan es nega a deixar que els homes agafin l'ivori del cementiri, li dispara Arlington i queda com a mort. Jane, pensant que Tarzan és mort, considera marxar de la jungla. Mentrestant, Cheeta i els seus amics simis tenen cura de Tarzan altra vegada i el tornen a la vida just a temps per aturar els homes que li havien disparat.

## Repartiment
- Johnny Weissmuller: Tarzan
- Maureen O'Sullivan: Jane Parker
- Neil Hamilton: Harry Holt
- Paul Cavanagh: Martin Arlington
- Nathan Curry: Saïd